# Robert Hanf
Robert Hanf, conegut artisitcament com a Bob Hanf (Amsterdam, 25 de novembre de 1894 – Auschwitz, 30 de setembre de 1944), fou un músic neerlandès.
Robert Hanf era fill de Joseph Hanf i Laura Romberg, que havia fugit d'Alemanya. Era conegut com Bob. El seu pare era amic de Breitner, que va descobrir que Robert Hanf tenia talent per dibuixar. Va estudiar química i arquitectura a Delft. Les seves pintures i dibuixos eren expressionistes. Robert Hanf també era un conegut violinista. Louis Zimmermann va ser el seu professor de violí. Durant diversos anys va ser el primer mestre de concerts de lorquestra Concertgebouw. Robert Hanf no era casat. Va viure a Amsterdam.
Com a membre de la resistència, va ajudar les persones amagades i va falsificar targetes d'identificació. El 24 d'abril de 1944 va ser capturat a Amsterdam i empresonat a la casa de detenció dels Weteringschans. Des d'allà va ser deportat de Westerbork a través de l'Euterpestraat.
Robert Hanf era membre del club d'artistes De Kring.
El 2007 es va publicar un llibre sobre la seva vida i obra: W. van der Beek et al., Bob Hanf, 1895-1944: veelzijdig kunstenaar (Zwolle 2007)

## Obres
- String Quartet in C major
- String Quartet
- String Quartet No. 2
- String Quartet No. 3 in D major
- String Quartet No. 1
- Kleine suite (for 2 violins)
- Violin Sonata No. 1
- Violin Sonata No. 2
- Violin Sonata No. 3
- Kleine suite (for violin and piano)
- String Sextet in e minor
- Piano Trio.[2]